# Clachan, Isle of Raasay
Clachan är en på ön Isle of Raasay i Portree, Inverness-Shire, Highland, Skottland. Byn är belägen 1,2 km från Inverarish. Det går en färja till Sconser. Det har ett kapell från 1200 -talet.